# Гіперхижак

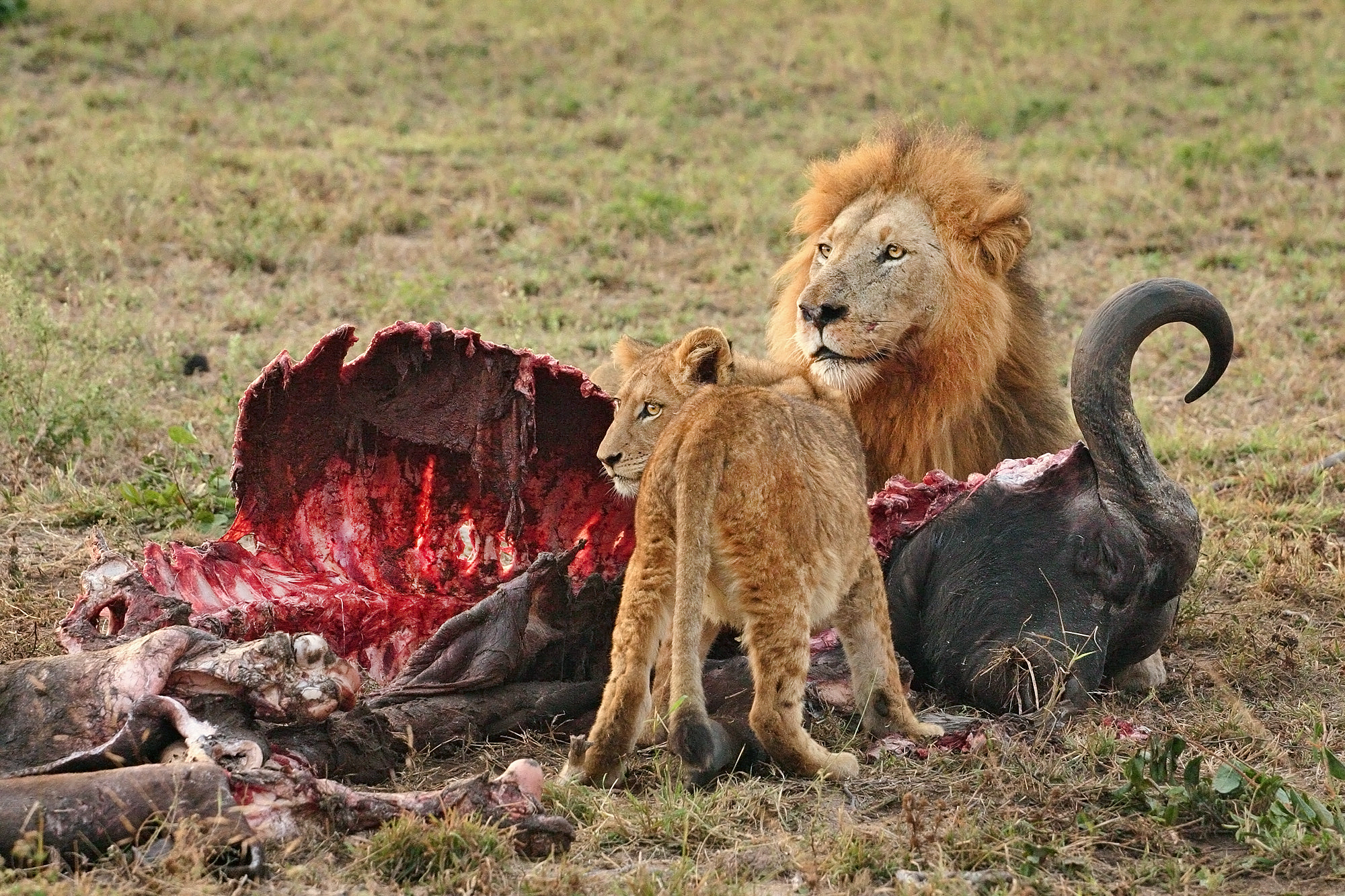
Гіперхижак — лев

Гіперхижак — це тварина, дієта якої на 70% складається з м'яса, або через активне хижацтво, або шляхом збирання стерва. Решта нем'ясної дієти може складатися з продуктів нетваринного походження, таких як гриби, фрукти чи інший рослинний матеріал. Деякі збережені приклади гіперхижих тварин включають крокодилів, сов, сорокопудів, орлів, грифів, котів, більшість диких псових, китоподібних, змій, павуків, скорпіонів, богомолів, марлінів, груперів, піраній і більшість акул. Крім того, цей термін також використовується в палеобіології для опису таксонів тварин, які мають підвищений компонент різання зубів порівняно з компонентом шліфування.
Великі гіперм’ясоїдні тварини часто еволюціонували в літописі скам’янілостей, часто у відповідь на екологічну можливість, надану занепадом або зникненням раніше панівнних таксонів гіперм’ясоїдних. Хоча еволюція великого розміру та м’ясоїдності може сприятися на індивідуальному рівні, це може призвести до макроеволюційного занепаду, коли така екстремальна харчова спеціалізація призводить до зменшення щільності популяції та більшої вразливості до вимирання. У результаті цих протилежних сил у скам’янілих залишках м’ясоїдних переважають послідовні клади гіперм’ясоїдних тварин, які диверсифікуються та зменшуються лише для того, щоб бути замінені новими гіперм’ясоїдними кладами.
Прикладами споріднених видів з різними дієтами, хоча вони розійшлися лише 150 000 років тому, є білий ведмідь (найбільш м’ясоїдний ведмідь, понад 90% раціону якого становить м’ясо), тоді як ведмідь грізлі є одним із найменш м'ясоїдний у багатьох місцевостях, менше 10% його раціону становить м'ясо.